# 퇴레보다시

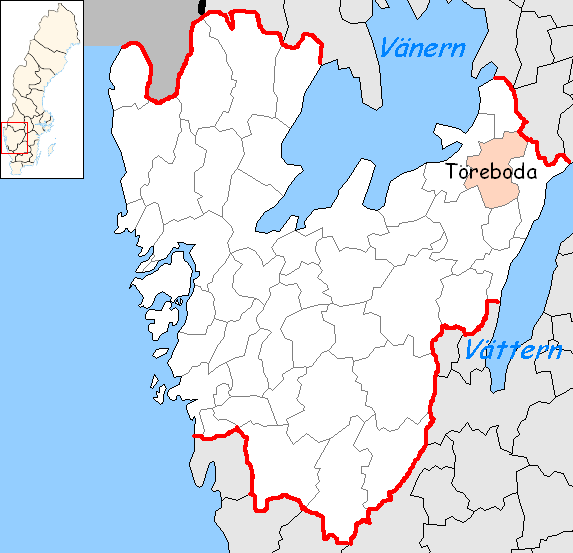
퇴레보다 시의 위치

퇴레보다시(스웨덴어: Töreboda kommun)는 스웨덴 베스트라예탈란드주에 위치한 지방 자치체로 행정 중심지는 퇴레보다이며 면적은 589.5km2, 인구는 9,435명(2016년 12월 31일 기준), 인구 밀도는 16명/km2이다.

시 문장